# Stutton (Suffolk)
Stutton – wieś w Anglii, w hrabstwie Suffolk, w dystrykcie Babergh. Leży 10 km na południe od miasta Ipswich i 101 km na północny wschód od Londynu. Miejscowość liczy 808 mieszkańców.